# The MDNA Tour
 (septembre 2012).
Tournées par Madonna
Sticky & Sweet Tour
 (2008 - 2009) Rebel Heart Tour
 (2015 - 2016)
The MDNA Tour est la neuvième tournée de l'auteur-compositrice-interprète américaine Madonna. Elle fait la promotion de son douzième album studio, MDNA, et passe par l'Asie, l'Europe, l'Amérique du Nord et l'Amérique du Sud. La tournée voit les premiers concerts de la chanteuse aux Émirats arabes unis, en Ukraine, en Écosse, en Colombie et dans différentes villes des États-Unis et du Canada. Cette tournée succède à la tournée record de 2008 et 2009, le Sticky and Sweet Tour, et sera la deuxième tournée à être produite par Live Nation.
L'annonce officielle de la tournée est venue du magazine Billboard le 7 février 2012, après la performance de la chanteuse lors de la mi-temps du Super Bowl XLVI. Avec plus de 2,2 millions de spectateurs et 305 millions de dollars de revenus, le MDNA Tour est la tournée la plus lucrative de 2012, selon Billboard et la neuvième tournée la plus lucrative de tous les temps.
Pour cette tournée, la chanteuse porte des costumes imaginés par Jean Paul Gaultier, Jeremy Scott ou encore Alexander Wang, tandis que ses danseurs arborent des tenues signées Dolce & Gabbanna ou Fausto Puglisi.
Le DVD et le Blu-ray du concert ont été filmés les 19 et 20 novembre 2012 à Miami. Pour l’occasion, les fans ayant les tenues les plus originales étaient choisis pour intégrer le « Golden Triangle » au milieu de la scène. L'équipe de montage a également utilisé des plans d'autres dates, notamment du concert à l'Olympia. Le concert a été diffusé dans son intégralité sur la chaîne Epix le 22 juin 2013 et la sortie CD/DVD/Blu-ray est prévue pour le 9 septembre 2013 en France sous le titre MDNA World Tour.

## La scène
La scène de la tournée possède un toit sur lequel il est écrit « MDNA ». Elle possède également trois écrans géants, les plus grands jamais créés, ainsi que deux écrans de chaque côté, des plates-formes mobiles et une avancée en triangle. L'intérieur du triangle, appelée « Golden Triangle », est accessible aux fans ayant gagné le concours du site ICON. Une demi-heure avant l'ouverture des portes, des fans sont tirés au sort au moyen d'un iPad dans les files d'attentes de la pelouse pour remporter un accès au « Golden Triangle » avec un de leurs amis.

## Les costumes

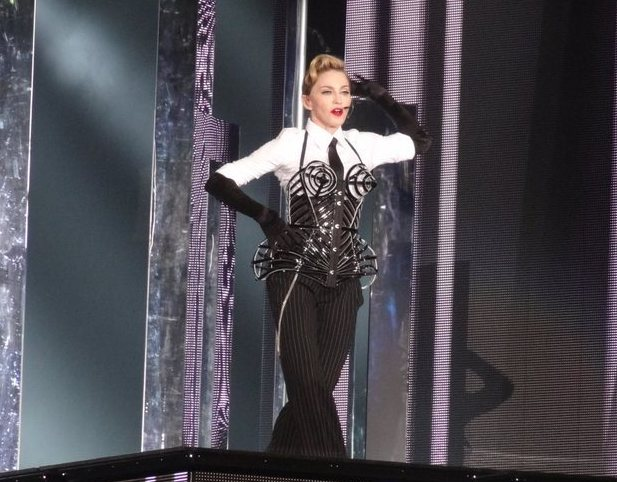
Madonna pendant Vogue avec, au niveau de la poitrine, le corset en cage créé par Jean-Paul Gaultier, « clin d’œil au corset seins coniques du Blond Ambition Tour, réinterprété en 3D, en cuir verni pour l’extérieur et cuir métallique à l’intérieur. »

La garde-robe est gérée par Lourdes Ciccone Leon, la fille aînée de Madonna.
La chanteuse porte cinq costumes différents, un pour chaque tableau. Le premier est composé d'un pantalon noir très moulant et d'un haut à manche longue très décolleté qui laisse entrevoir un soutien-gorge à l'imprimé « léopard » (déjà présent dans le clip de Give Me All Your Luvin' et lors de sa prestation durant la mi-temps du Super Bowl XLVI), avec une ceinture avec une grosse boucle autour de la taille. Elle a un bandana noir et un pendentif croix autour du cou. Elle porte également des chaussures à talons aiguilles, tout comme les danseurs de la première chanson. Madonna est coiffée comme dans le clip de Girl Gone Wild, ses cheveux sont lissés et sa coupe est rehaussée d'une banane. Le second costume est une tenue de pom-pom girl, blanche et rouge, composée d'une jupe et d'une veste blanches, agrémentés de rayures rouges. Elle a des gants rouges et des bottes blanches qui montent jusqu'aux genoux. Lors du titre Express Yourself elle a une cape rouge. Le troisième costume est une robe noire avec de la fourrure sur les épaules, qui est également visible dans certains plans du clip de Girl Gone Wild. Ses cheveux sont ondulés, elle porte un béret français. Le quatrième costume est une création du couturier Jean Paul Gaultier. Il consiste en une chemise blanche avec une cravate noire et un pantalon noir à fines rayures blanches façon Marlene Dietrich, recouvert d'un bustier semblable à une cage, référence au célèbre bustier conique que la chanteuse portait lors du Blond Ambition Tour. Madonna enlève au fur et à mesure des parties du costume, révélant un tatouage dans le dos, pour se retrouver en soutien-gorge au moment de chanter Like a Virgin. Lors des premières dates, Madonna portait un soutien-gorge semblable à celui de la pochette du single Girl Gone Wild. Elle l'a ensuite remplacé par un soutien-gorge plus conventionnel, qu'elle porte dans le clip de Turn Up the Radio. Le cinquième costume est une longue robe incrustée de cristaux Swarovski sur un pantalon en cuir noir (avec un collier de fleurs pour I'm a Sinner), avec l'inscription « MDNA » dans le dos. Ce costume ressemble en premier lieu à une armure, puis Madonna raccourcit la robe pour le final.

### Le tatouage
Le tatouage que Madonna porte pendant le tableau Masculine/Feminine n'est pas toujours le même. Lors de la plupart des concerts, il s'agit de l'inscription « No fear », qui signifie « sans peur ».
- Le premier changement a eu lieu le 7 août, à Moscou. Madonna avait écrit « Pussy Riot » dans le dos (voir Controverses).
- Le 21 aout à Nice, la chanteuse avait écrit « Pussy Riot » sur les bras.
- Le 6 septembre, à New York, c'était « Obama » que Madonna avait tatoué dans son dos. Elle a porté ce même tatouage à Chicago (19 et 20 septembre) et à Denver (18 octobre).
- Lors du concert à New York du 8 septembre, Madonna portait un tatouage « Forgive », ce qui signifie « Pardonner ».
- Le 23 septembre, à Washington, Madonna ne portait pas de tatouage et elle a demandé à un fan de lui écrire quelque chose dans le dos. Il a écrit « Sexy ».
- Les 6 et 8 octobre, à San José[Lequel ?], Madonna portait le verbe « Survive », ce qui signifie « Survivre ».
- Le 10 octobre, à Los Angeles, Madonna portait un tatouage « Malala », en hommage à Malala Yousafzai.
- Le 16 octobre, à Phoenix, la chanteuse a rendu hommage par le biais de son tatouage à Amanda Todd, une canadienne de quinze ans qui s’est ôtée la vie à la suite d’un important cyber-harcèlement provoqué par un prédateur sexuel qui avait diffusé des photos d’elle, dénudée[4].
- Le 27 octobre, à La Nouvelle-Orléans, la chanteuse portait le nombre « 318 » dans son dos. Ce nombre fait référence à Eliézer de Damas, le fils adoptif d'Abraham. D'après les kabbalistes, la valeur numérale des lettres formant le nom « Eliézer » est 318, ce qui correspond aux 318 guerriers nés dans la maison d'Abraham pour délivrer son fils Loth[5].
- Le 1er novembre, à Saint-Louis, Madonna n'avait pas de tatouage dans le dos. Elle a demandé à une fan, Martha, de lui écrire ce qu'elle pensait d'elle dans le dos. Martha a écrit « You are the one ».
- Les 3 et 4 novembre, à Saint-Paul, le tatouage était composé de trois lettres en hébreu, Aleph, Lamed et Dalet, représentant la protection contre le mauvais œil. Il s'agit de l'un des 72 noms de Dieu dans la Kabbale. Elle a porté le même tatouage le 8 novembre à Detroit.
- Le 6 novembre, à Pittsburgh, Madonna portait également l'un des 72 noms de Dieu, Hey-Hey-Hey, signifiant « estime de soi ».
- Les 13 et 15 décembre, à Buenos Aires, le tatouage de Madonna était « Eva », en référence à Eva Perón, que la chanteuse a incarnée au cinéma.
- Le 22 décembre, pour la dernière date, elle portait l'inscription « Endless » (« sans fin »).

## Synopsis du concert
Le concert est divisé en quatre parties : Transgression, Prophecy, Masculine/Feminine et Redemption.

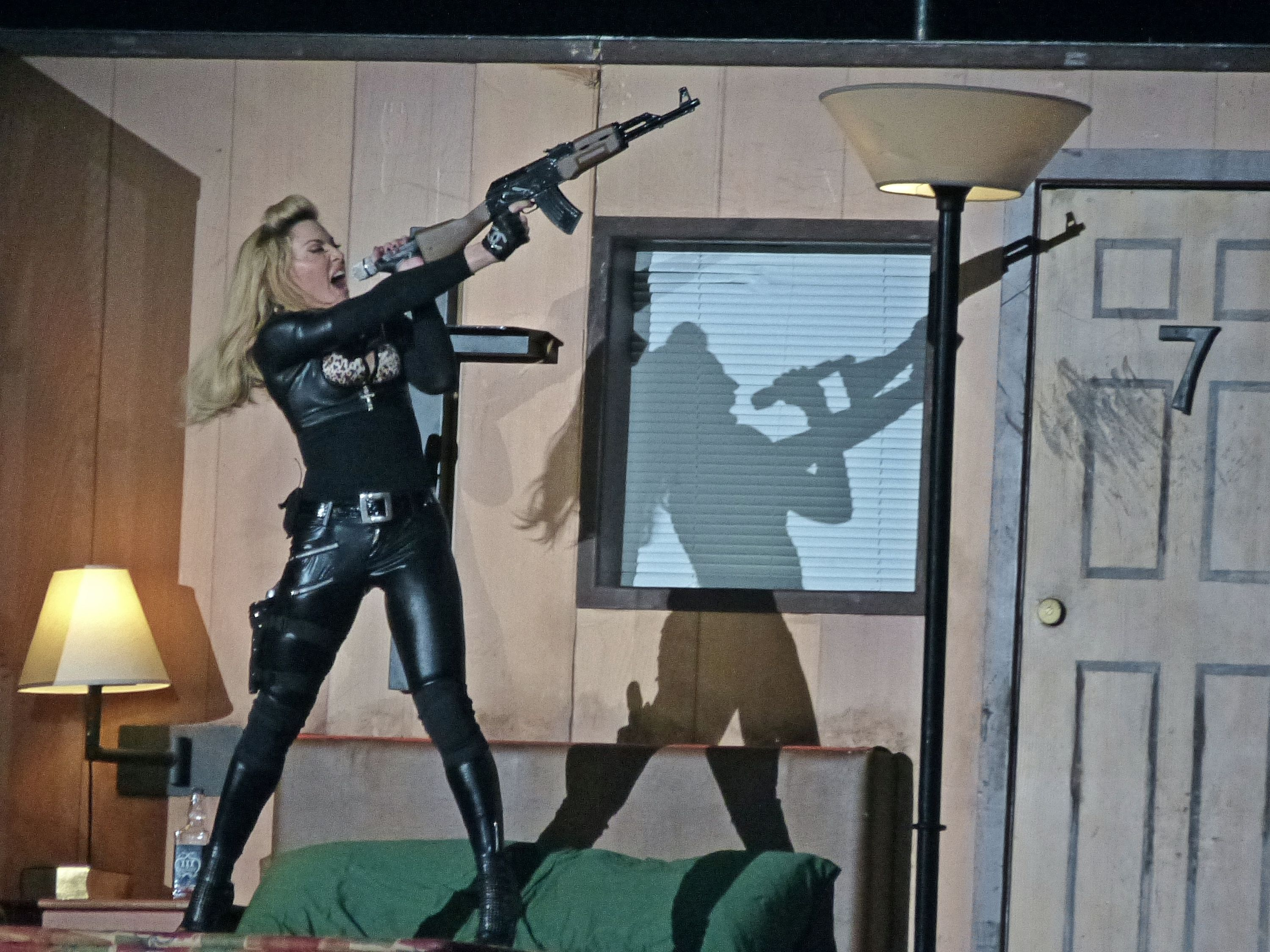
rightGang Bang pendant le thème Transgression.

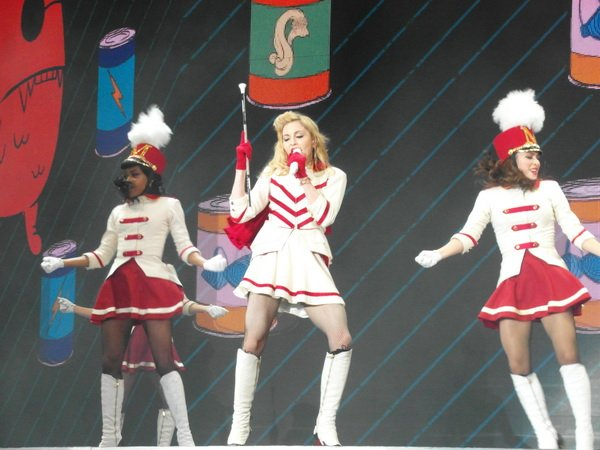
Express Yourself pendant le thème Prophecy Pt. 1.

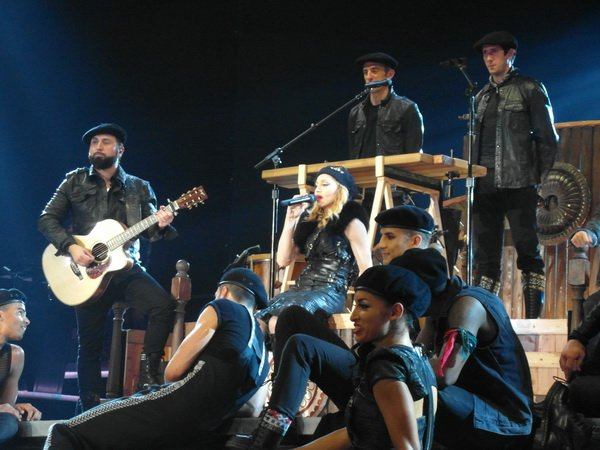
Open Your Heart pendant le thème Prophecy Pt. 2.

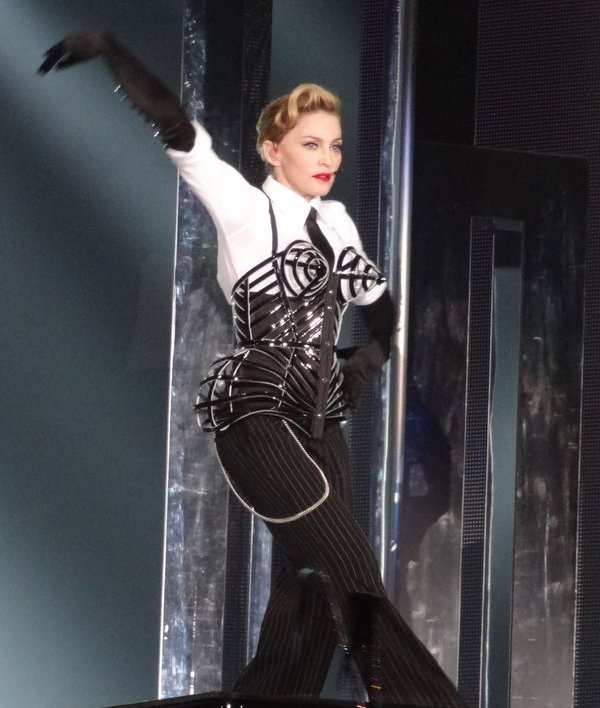
Madonna chante Vogue pendant le thème Masculine/Femenine.

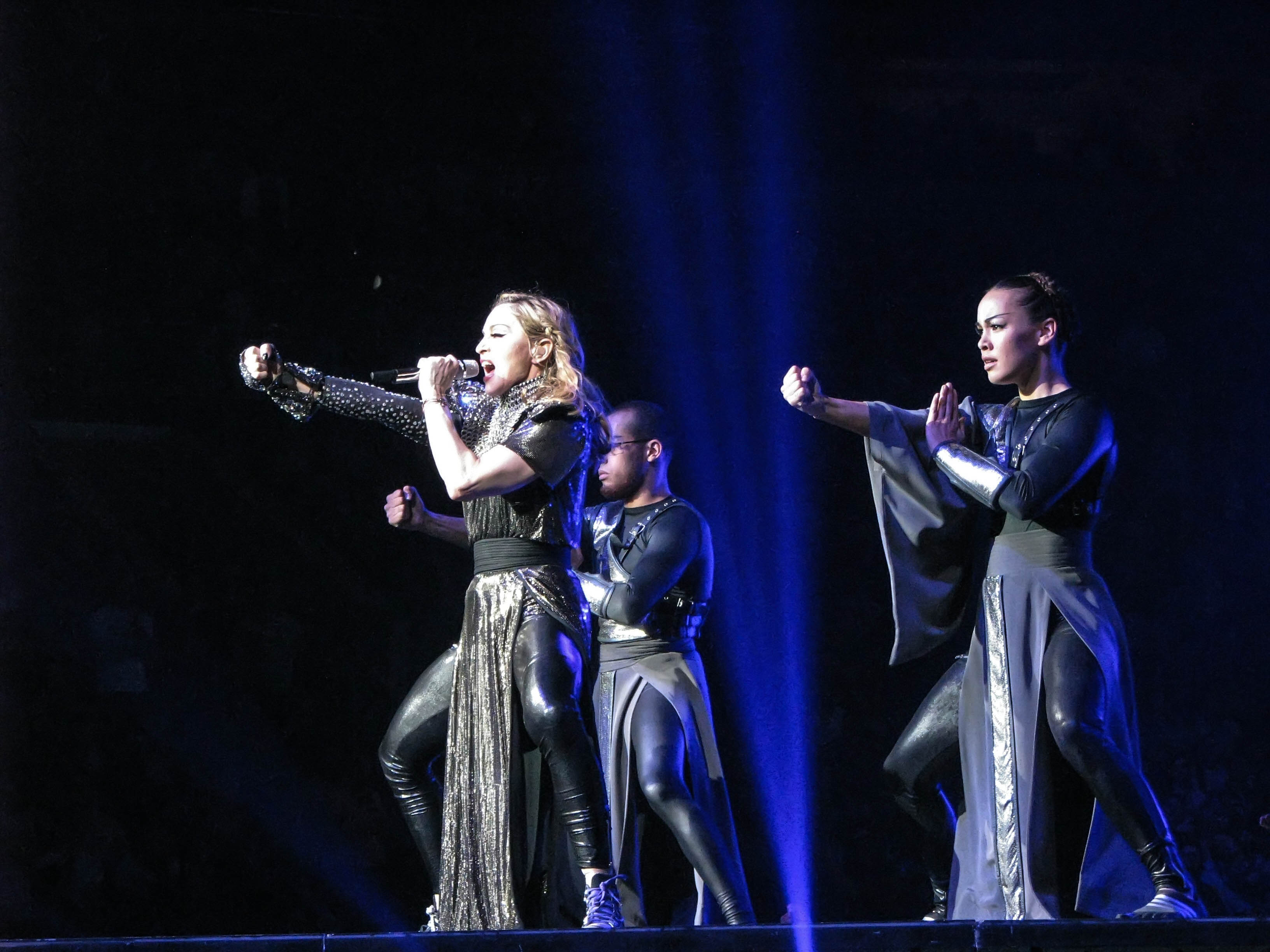
I'm Addicted pendant le thème Redemption.

La partie Trangression commence par des chants religieux interprétés par Kalakan dans un décor d'église. Les danseurs tirent une corde qui fait sonner une cloche et poussent un grand encensoir. L'écran du milieu s'ouvre en deux pour faire apparaître Madonna à genoux dans un confessionnal qui semble être en lévitation tandis que Girl Gone Wild commence. Elle se lève et brise la vitre avec son fusil. Les danseurs portent une tenue similaire à celle du clip : un legging, des talons hauts et un chapelet. La chanson suivante est Revolver. Madonna est accompagnée par des danseuses portant des bandanas et tenant des pistolets automatiques. Lil' Wayne apparaît sur les écrans, dans une vidéo réalisée par Jonas Akerlund. Gang Bang est interprétée dans un décor de motel où Madonna tue les danseurs qui essayent de l'attaquer tandis que les écrans se tachent de sang. Après une version raccourcie de Papa Don't Preach, des danseurs vêtus de pantalons militaires et portant des masques l'attachent et la portent jusqu'à un dispositif de slacklining pour la chanson Hung Up. Cette partie se termine par I Don't Give A à la guitare, avec Nicki Minaj qui apparait sur les écrans assise sur un trône. Madonna disparaît, sous les chants du trio Kalakan.
Le premier interlude vidéo présente un homme marchant dans un cimetière, sur un mash-up entre Best Friend et Heartbeat.
Madonna apparait ensuite habillée en majorette pour interpréter Express Yourself, qui se termine par un extrait de Born This Way de Lady Gaga et de She's Not Me. La chanson suivante est le Just Blaze Remix de Give Me All Your Luvin'. Madonna est accompagnée par une fanfare suspendue et des pom-pom girls. Des images de Nicki Minaj et M.I.A., tirées du clip, apparaissent sur les écrans. Après un bref interlude comportant des extraits de ses principaux tubes, Madonna interprète Turn Up the Radio à la guitare avec une robe en cuir. La chanteuse se coiffe d'un béret noir pour Open Your Heart, en présentant au public le trio Kalakan avec lequel elle interprète ensuite leur chant basque Sagarra Jo ! À partir du 12 septembre, Madonna interprète brièvement Holiday. Cette partie se termine par Masterpiece, avec des extraits du film W./E. sur les écrans.
Le deuxième interlude est une version remixée par William Orbit de Justify My Love. La vidéo en noir et blanc, réalisée par Tom Munro, montre Madonna s'enfermant dans une chambre après avoir été poursuivie par des danseurs masqués.
L'écran central se scinde en deux et Madonna entre, vêtue d'une chemise blanche, d'une cravate noire, d'un pantalon noir, ainsi que d'une nouvelle version du corset conique créé par Jean Paul Gaultier, pour interpréter Vogue. Ses danseurs portent des tenues haute couture et effectuent un défilé. Madonna interprète ensuite une version sensuelle de Candy Shop, avec un extrait d'Erotica. Six miroirs apparaissent sur la scène. Madonna s'y regarde et commence à retirer ses accessoires en chantant Human Nature. Elle termine la chanson en soutien-gorge et pantalon. Un pianiste la rejoint pour une version intimiste de Like a Virgin, suivie, à partir du 20 septembre, par une version acoustique de Love Spent, avec des billets à la main. Un danseur s'approche d'elle et lui enfile un corset qu'il serre très fort. Madonna s'assied à côté du pianiste et disparait sous la scène.
La dernière partie, Redemption, commence par un interlude vidéo présentant Madonna qui interprète une version remixée de Nobody Knows Me tandis que des morceaux de photos viennent se coller sur son visage. La fin de cette vidéo conçue par le réalisateur suédois Johan Söderberg est un hommage à des collégiens victimes d'homophobie qui se sont suicidés.
I'm Addicted commence, avec Madonna portant un costume inspiré par Jeanne d'Arc. I'm a Sinner est interprétée à la guitare sur un train parcourant l'Inde. Des extraits de Cyber-Raga sont incorporés à la chanson. Suit le chant en euskara De Treville-n azken hitzak interprété par Kalakan pour introduire Like a Prayer, avec les danseurs formant une chorale. Le concert se termine par Celebration, avec Madonna et ses danseurs déguisés en DJ, tandis que des cubes apparaissent sur les écrans.

## Controverses

### Attaques contre Lady Gaga

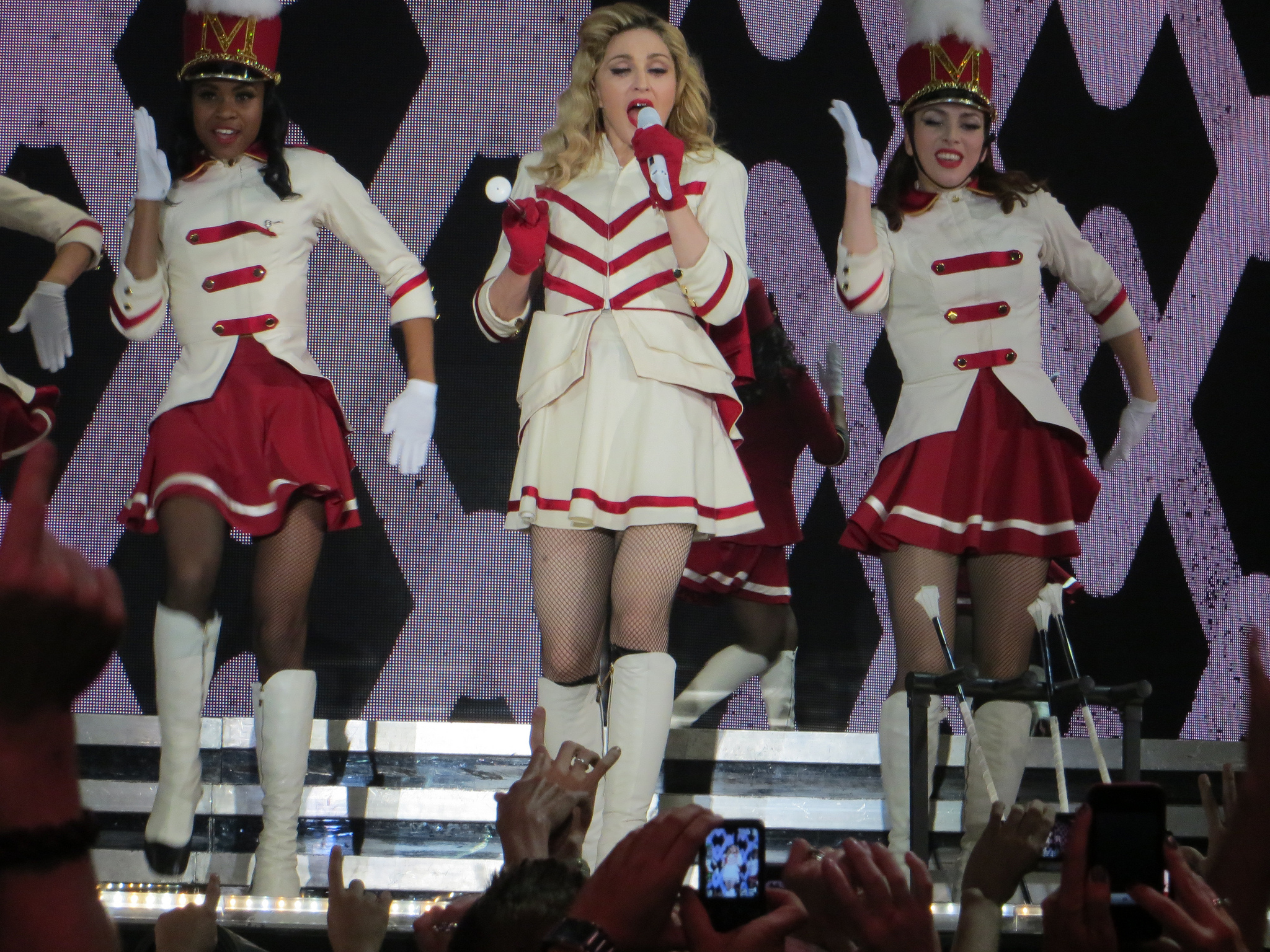
en contient un extrait de en et de en.

En 2011, la chanteuse Lady Gaga sort son single Born This Way et beaucoup de critiques notent la ressemblance de la chanson avec le titre Express Yourself de 1989. À l'époque, Lady Gaga se défend d'avoir plagié Madonna en déclarant que cette dernière lui avait envoyé un e-mail l'assurant de son soutien, information démentie par l'attachée de presse de Madonna, Liz Rosenberg. Lors d'une interview avec la journaliste Cynthia McFadden en janvier 2012, Madonna déclare « Je pense que ses références à moi sont très nombreuses dans son travail. Et parfois, je trouve cela amusant et flatteur et même bien fait. […] Quand je l’ai entendue à la radio… Je me suis dit que la mélodie m’était très familière. Je l’ai trouvée réductrice. ».
Peu de jours avant le début du MDNA Tour à Tel Aviv, une vidéo filmée lors de répétitions montre la chanteuse entamant Express Yourself en y incluant le refrain de Born This Way et quelques paroles de She's Not Me, un titre sur une femme tentant d'être Madonna sans en être capable, une prestation qui est incluse dans tous ses concerts suivants,. Lors du passage de son Born This Way Ball en Nouvelle-Zélande en juin, Lady Gaga indique que « Cela permet parfois aux autres de se sentir mieux de rabaisser les autres, de se moquer d'eux ou de leur travail. […] Je ne veux même pas me battre en retour, parce qu'il est plus important pour moi de continuer à écrire… Parce que tout ce qui m'importe, c'est la musique », une déclaration que beaucoup interprètent comme une réponse aux critiques de Madonna.
Le 15 septembre, alors en concert à Atlantic City, Madonna lui dédie sa chanson Masterpiece, déclarant « Je veux dédier cette chanson à Lady Gaga. Vous savez quoi ? Je l'aime. C'est vrai ! L'imitation est la forme la plus sincère de flatterie. » et annonçant qu'elle souhaite chanter sur scène avec elle. Interrogé quelques jours plus tard, le manager de Lady Gaga confirme que Madonna lui a demandé de chanter avec elle lors d'un de ses concerts mais qu'elle ne pouvait pas se libérer pour l'occasion, étant elle-même en tournée. Dans cette même interview, le manager confirme que cet empêchement s'est produit au regret de Lady gaga qui aurait ajouté « J’aurais vraiment aimé pouvoir le faire ». À la suite de cela, Madonna déclare « J'ai déjà été rejetée, ça forge le caractère ».

### Plainte de Marine Le Pen

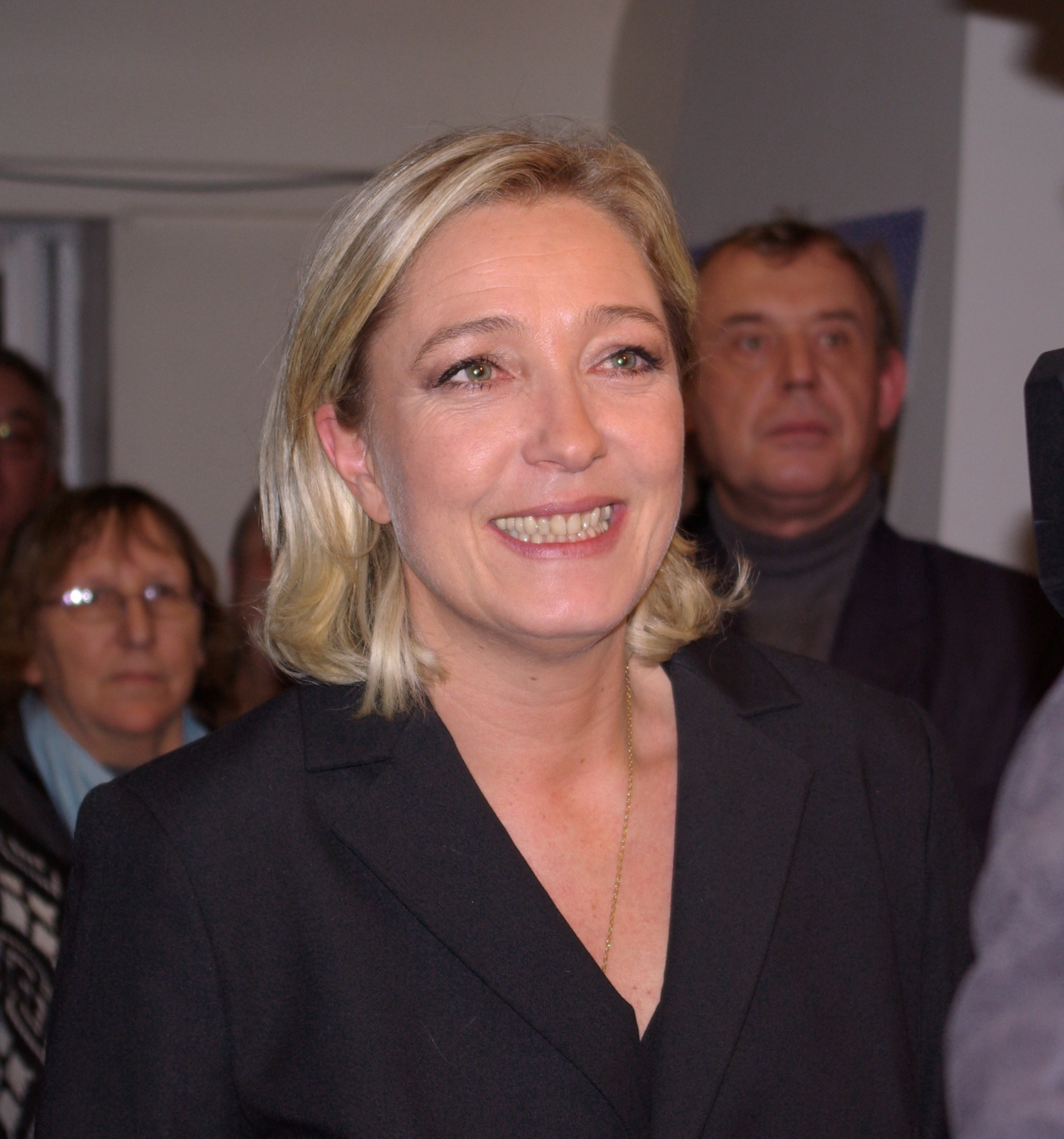
Faisant suite à la diffusion de la vidéo lors du concert de Madonna au Stade de France, Marine Le Pen a porté plainte contre Madonna pour « injure ».

Lors de cette tournée, Madonna provoque l'ire de Marine Le Pen, présidente du Front national, qui apparait affublée d'une croix gammée pendant l'interlude vidéo Nobody Knows Me, aux côtés de personnalités politiques controversées comme Hosni Moubarak, Adolf Hitler, Bachar el-Assad ou encore Hu Jintao. La chanteuse avait déjà caricaturé son père Jean-Marie Le Pen lors du Confessions Tour en 2006 dans une vidéo du même genre. En réponse, Marine Le Pen menace la chanteuse de porter plainte contre elle si la vidéo est diffusée lors de son passage au Stade de France. Face à la polémique, Najat Vallaud-Belkacem, ministre des Droits des femmes et porte-parole du gouvernement, juge l'assimilation « malheureuse ». La vidéo est diffusée comme prévu et en réponse, le Front national porte plainte contre Madonna pour « injure ».

Lors de son showcase à l'Olympia, Madonna prononce un discours durant lequel elle répond à la présidente du Front national : 

« Je sais que j'ai fâché une certaine Marine Le Pen. Et ce n'est pas mon intention de me faire des ennemis. Non, ce n'est pas mon intention. C'est mon intention de promouvoir la tolérance, OK ? Ceci est mon intention. Car quand on commence à dire « Nous devons nous séparer de ces personnes », « Nous devons nous débarrasser de ce groupe de gens, et ainsi nous serons tranquilles », et bien cela commence à ressembler à autre chose, cela commence à ressembler à quelque chose de très effrayant que nous avons connu par le passé, pas vrai ? Vous savez, si on ne tire pas des leçons de l'Histoire, alors nous sommes condamnés à la répéter. »

— Extrait du discours de Madonna prononcé à l'Olympia,
La plainte ayant été jugée recevable par le parquet de Bobigny, Madonna risque une amende de 12 000 euros si elle devait être condamnée. Pour ne pas alimenter la polémique, la chanteuse a remplacé le svastika par un point d'interrogation à son concert à Nice, après que les instances locales du Front national aient menacé de déposer plainte une nouvelle fois, mais dès le retour de Madonna en Amérique, le svastika réapparait dans la vidéo. La plainte a été classée depuis.

### Soutien aux Pussy Riot

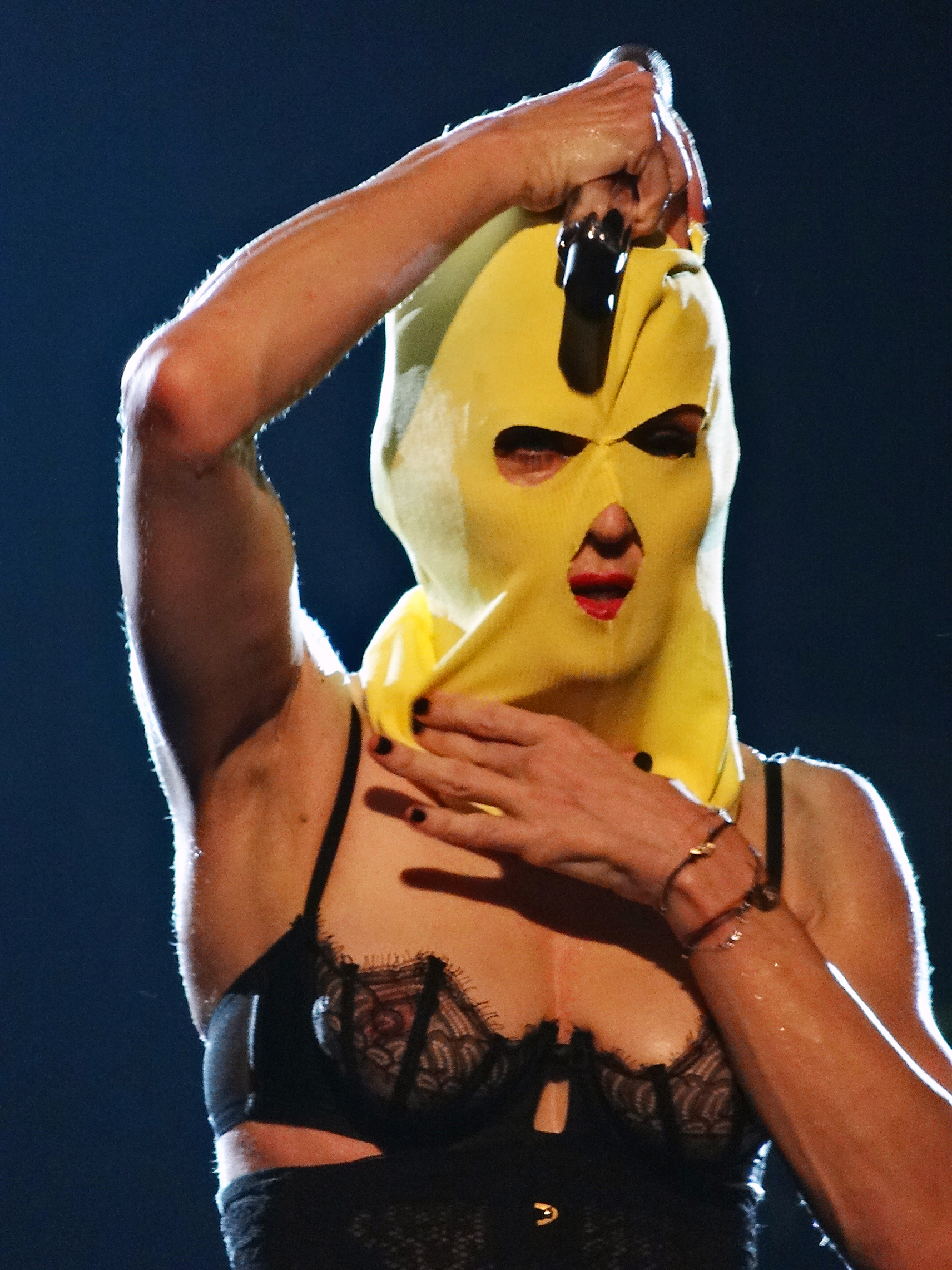
Madonna a arboré un balaclava durant en lors de son concert à Nice.

En mars 2012, trois membres des Pussy Riot sont emprisonnées pour avoir prononcé une prière anti-Poutine dans la cathédrale du Christ-Sauveur. Quelques mois plus tard, Madonna profite d'un concert à Moscou pour apporter son soutien aux trois activistes et déclare « Les trois filles - Macha, Katia, Nadia - ont payé le prix et je prie pour leur liberté. […] Elles méritent le droit d'être libres. »  De plus, elle arbore un tatouage « Pussy Riot » sur le dos qu'elle dévoile pendant son strip-tease sur la chanson Human Nature et interprète Like a Virgin avec une cagoule que l'on appelle balaclava. Les Pussy Riot remercient Madonna de son soutien, mais cela lui vaut d'être traitée de « salope moralisatrice » sur Twitter par le vice-premier ministre russe Dmitri Rogozine, qui dément le lendemain avoir injurié la chanteuse.
Le 17 août 2012, les trois membres des Pussy Riot sont reconnues coupables de vandalisme et incitation à la haine religieuse et condamnées à deux ans de camp. En concert en Suisse à ce moment-là, Madonna s'est dite « bouleversée et dégoûtée par la condamnation à Moscou des trois militantes de Pussy Riot. » et a renouvelé son soutien aux activistes à Nice, arborant un balaclava et un tatouage « Free Pussy Riot ».

### Discours en faveur de la cause homosexuelle

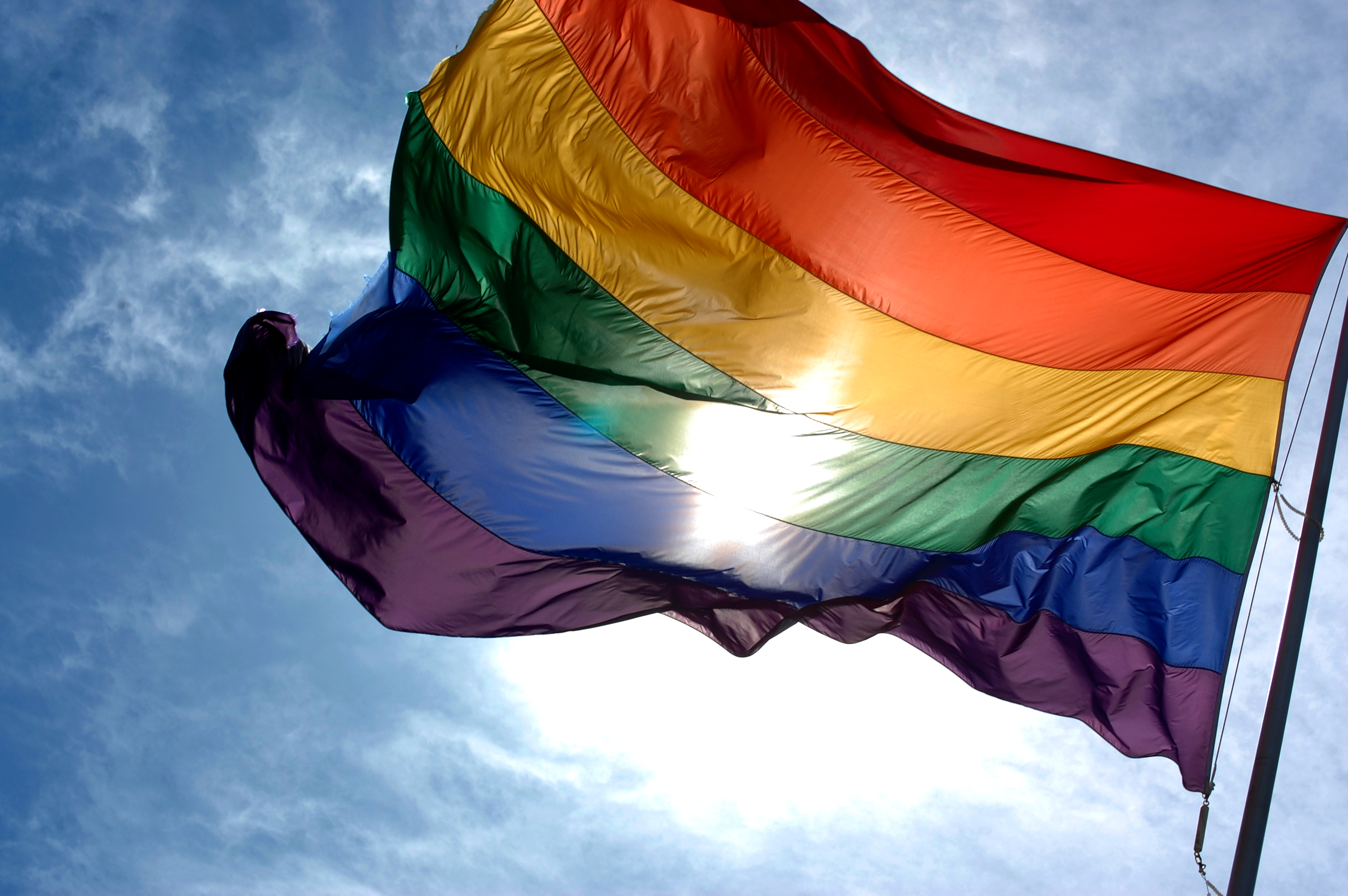
Des centaines de fans ont apporté un drapeau arc-en-ciel avec écrit dessus No Fear au concert de Madonna.

À Saint-Pétersbourg, une loi réprimant « la propagande auprès des mineurs de la pédophilie, l'homosexualité, la bisexualité et du transsexualisme » est votée par l'Assemblée législative locale et mise en application à partir du 17 mars 2012. En réponse à cette loi, Madonna déclare sur son site officiel : « Je viendrai à Saint-Pétersbourg pour soutenir la communauté gay, donner de la force et de l'inspiration à toute personne se sentant opprimée […] et dénoncer cette atrocité ridicule. », ce qui soulève les critiques de certains militants LGBT russes qui auraient préféré l'annulation des concerts de la chanteuse en Russie, et dénoncent « l'hypocrisie des pop stars [qui] touchent des honoraires mirobolants qui leur font oublier les problèmes de droits de l'homme. »
Lors de son concert du 9 août 2012 dans cette ville, Madonna fait distribuer des bracelets roses au public et des centaines d'entre eux apportent des drapeaux arc-en-ciel avec l'inscription No Fear. Avant d'interpréter la chanson Masterpiece, Madonna tient le discours suivant :

« Au centre de la doctrine de la non-violence, il y a le principe d'amour. C'est Martin Luther King qui a dit ça. Quelqu'un qui s'est battu pour les droits des afro-américains, pour le droit d'être traité avec tolérance, amour et dignité ! Il s'est battu pour ce principe et il est mort en le défendant !
Je suis ici pour dire que la communauté gay, les gays qui sont ici ce soir, et tous les gays du monde, ont le droit d'être traités avec respect, dignité, compassion et amour !
Pour tous ceux qui citent la Bible, qui utilisent Dieu comme moyen de défense : Jésus-Christ, Mahomet, Bouddha et Moïse ont tous prêché : « tu aimeras ton prochain comme toi-même ! » Vous ne pouvez pas utiliser la religion ou le nom de Dieu pour maltraiter les autres ! Alors diffusons ce message d'amour pour vivre sans peur ! »

— Extrait du discours de Madonna prononcé à Saint-Pétersbourg
Les réactions ne se font pas attendre : si les militants LGBT du monde entier se félicitent du soutien de la chanteuse,, une plainte est déposée quelques jours plus tard contre Madonna par le Syndicat des citoyens russes et la Nouvelle Grande Russie. La plainte est finalement rejetée fin novembre 2012.

### Showcase à l'Olympia

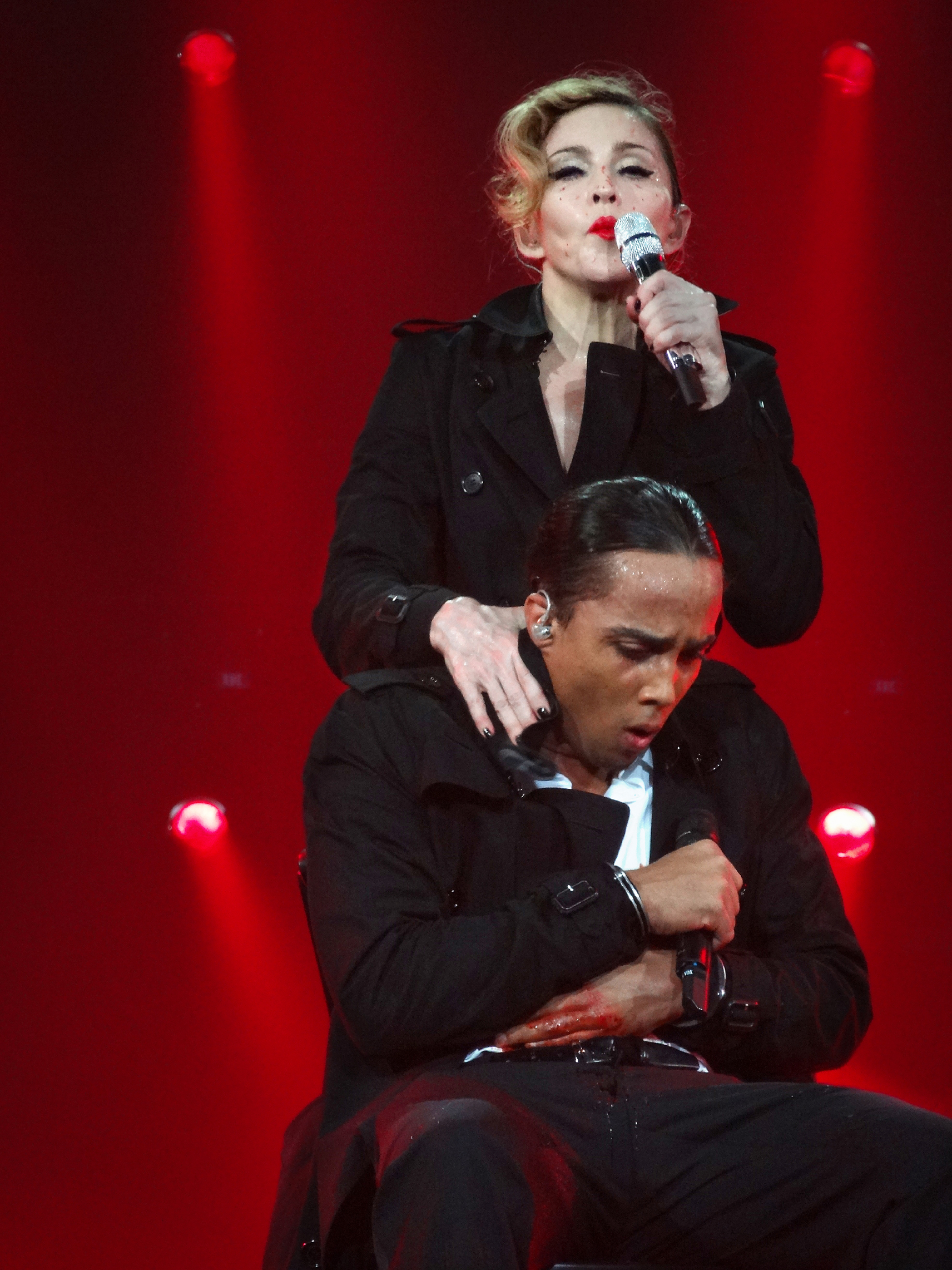
Pour ce showcase à l'Olympia, Madonna a repris la chanson Je t'aime… moi non plus.

Peu après le passage de Madonna au Stade de France, il est annoncé que la chanteuse va donner un concert spécial à l'Olympia le 26 juillet 2012. C'est la deuxième fois que Madonna passe par l'Olympia, elle s'y était déjà produite dans le cadre de son Hard Candy Promo Tour en mai 2008. Pour ce concert spécialement conçu comme un hommage à ses fans français, les places vont de 89 euros à 270 euros alors qu'en 2008, les places avaient été offertes par la radio NRJ. Lors de ce concert, Madonna interprète plusieurs chansons de sa tournée, de Turn Up the Radio à Human Nature, et propose deux inédits : une version de Beautiful Killer remixée avec Die Another Day ainsi qu'une reprise de la chanson de Serge Gainsbourg et Jane Birkin, Je t'aime… moi non plus. Elle livre également un discours dans lequel elle se pose en révolutionnaire, vante la France tolérante représentée par Édith Piaf, Alain Delon, Joséphine Baker ou James Baldwin et en profite pour répondre à Marine Le Pen,.
Cependant, Madonna quitte la scène après seulement 45 minutes de concert, ce qui provoque la colère des fans, certains huant la chanteuse et exigeant le remboursement des billets. Une action en justice est envisagée par certains fans, arguant que Live Nation, le promoteur du concert, avait présenté cette prestation comme un concert faisant partie intégrante du MDNA Tour, ce qui expliquerait le prix des billets, et non comme un simple showcase, comme ce fut le cas lors du Hard Candy Promo Tour. Face à la polémique, l'attachée de presse de Madonna, Liz Rosenberg, explique que « Le show n'a pas été présenté comme un concert complet de la tournée MDNA et des efforts énormes ont été faits pour que le prix des billets reste raisonnable (100 dollars pour 2 000 places assises) et qu'ils soient réservés exclusivement à ses fans, et il a coûté près d'un million de dollars à Madonna. » et quelques jours plus tard, Madonna ajoute que selon elle, les personnes l'ayant hué ne sont pas ses fans mais des « voyous » probablement liés au Front national. Un mois plus tard, Live Nation annonce qu'aucun fan ne sera remboursé, jugeant les réclamations « non fondées ».

### Autres controverses

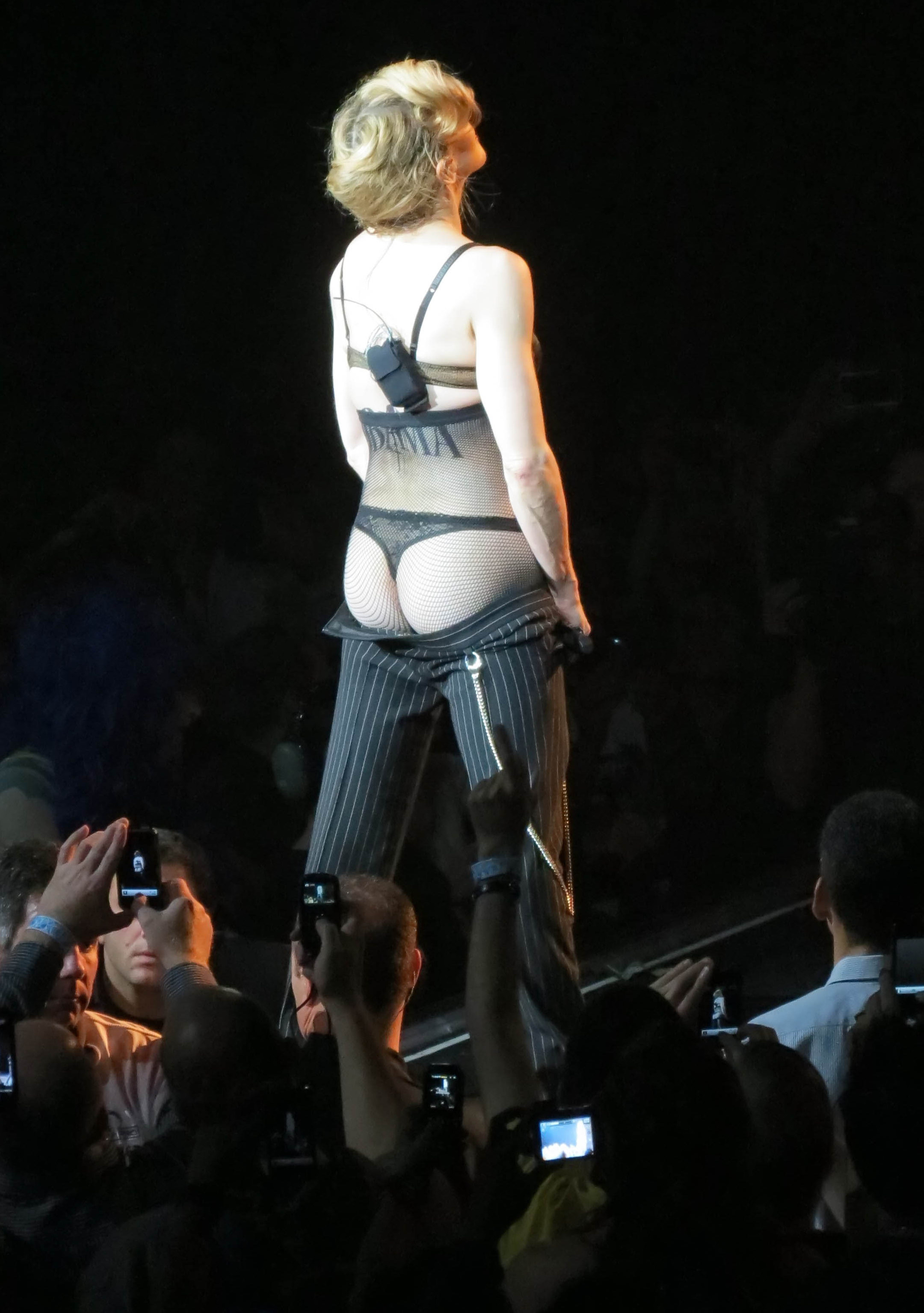
Le strip-tease pendant en a été critiqué en raison de l'âge de Madonna.

#### Nudité
Pendant l'interprétation d'Human Nature pendant le thème Masculine/Feminine, Madonna a pour habitude de pratiquer un strip-tease qui se termine par une version acoustique de Like a Virgin. Lors de son concert du 7 juin à Istanbul en Turquie, Madonna dévoile brièvement son sein droit, ce qui crée la polémique en raison de son âge. Madonna réitère ce geste en Italie, montrant cette fois-ci ses fesses.

#### Usage d'armes à feu
Dans la première partie du concert, Transgression, Madonna utilise des armes à feu pendant les chansons Revolver et Gang Bang, alors qu'elle se pose en femme revancharde qui finit par tuer son amant. Faisant suite à la fusillade d'Aurora le 20 juillet 2012, il est demandé à Madonna de retirer les armes à feu de son concert pour sa prestation en Écosse, mais elle refuse, ce qui provoque la colère de l'association américaine Mothers Against Guns, qui déclare : « L'utilisation par Madonna et ses danseurs de fausses armes a toujours été de mauvais goût, mais étant donné ce qui s'est passé dans le Colorado, c'est encore pire. »

#### Hommage à Malala Yousafzai
Malala Yousafzai est une jeune fille pakistanaise qui milite pour le droit à l'éducation pour les femmes. Le 9 octobre 2012, elle est grièvement blessée lors d'une tentative d'assassinat par des talibans à la sortie de son école. En réaction, Madonna dédie son strip-tease du 11 octobre à Los Angeles à Malala et en 2013, elle vend un de ses tableaux peints par Fernand Léger pour investir dans l'éducation des jeunes filles, comme Malala.

#### Soutien à la réélection de Barack Obama
Fervente partisane du président américain Barack Obama, qu'elle avait déjà soutenu en 2008 lors de son Sticky and Sweet Tour, Madonna profite de ses concerts en Amérique pour militer pour sa réélection, ce qui ne manque pas de provoquer la polémique : lors de son concert à Washington D.C. le 24 septembre 2012, elle encourage son public à voter pour le président sortant et le présente comme un « musulman noir », alors que ce dernier est chrétien. Madonna se défend en disant que ses propos étaient ironiques et qu'elle voulait faire de l'humour. De plus, lors d'un concert à la Nouvelle-Orléans le mois suivant, elle se fait huer lorsqu'elle appelle à voter pour Obama.

## Soundchecks/Early entry
Grâce à un concours organisé par le site ICON, des fans ont la possibilité d'entrer avant tout le monde et ainsi d'assister aux répétitions. Madonna y interprète les chansons du concert, mais pas seulement. En effet, le 2 juillet, Madonna a interprété une version acoustique de Love Spent, une chanson extraite de l'album MDNA. Lors du soundcheck du 7 juillet, les fans ont réclamé Love Spent. Madonna a déclaré qu'elle n'allait pas la chanter lors de ce concert, mais qu'elle envisageait de le faire plus tard. Le 8 juillet, elle a tendu son micro a deux fans qui ont chanté Deeper and Deeper, puis Physical Attraction. Elle a ensuite interprété Give It 2 Me. Le 10 juillet, à Cologne, elle a été filmée en train de chanter Je t'aime… moi non plus. Le 12 juillet, au Stade Roi Baudouin de Bruxelles, elle répétait I'm Addicted lorsque les portes se sont ouvertes, à 17 heures.
Madonna n'a pas répété en public à Barcelone et à Paris. Le 24 juillet, à Dublin, elle a répété Die Another Day. À Nice, le 21 août 2012, elle portait une cagoule, en référence au groupe Pussy Riot.

## Programme

### Act 1: Trangression
- Virgin Mary Intro (chant grégorian interprété par Kalakan, contient des extraits en hébreu du Psaume 91 (90) de David et en euskara de Birjina Gaztetto bat Zegoen)
- Girl Gone Wild (contient des extraits de Material Girl et Give It 2 Me) [71]
- Revolver (featuring Lil Wayne apparaissant sur des écrans vidéo)
- Gang Bang
- Papa Don't Preach
- Hung Up (contient des extraits de Live To Tell, Girl Gone Wild et Sorry)
- I Don't Give A (featuring Nicki Minaj apparaissant sur des écrans vidéo, avec Kalakan faisant les chœurs)
- Best Friend (contient des extraits de Heartbeat) (Interlude vidéo)

### Act 2: Prophecy (Part 1)
- Express Yourself (contient des extraits de Born This Way et She's Not Me)[72]
- Give Me All Your Luvin' (Just Blaze Remix)
- Turning Up the Hits (Interlude vidéo) (contient des extraits de Holiday, Into the Groove, Lucky Star, Like a Virgin, 4 Minutes, Ray of Light et Music)

### Act 2: Prophecy (Part 2)
- Turn Up the Radio
- Open Your Heart / Sagarra Jo ! (avec Kalakan)
- Masterpiece

### Act 3: Masculine/Feminine
- Justify My Love (remixé par William Orbit) (Interlude vidéo)
- Vogue
- The Erotic Candy Shop (mash-up entre Candy Shop et Ashamed of Myself, avec des extraits d'Erotica)
- Human Nature
- Like a Virgin (contient des extraits de Evgeni’s Waltz d'Abel Korzeniowski)

### Act 4: Redemption
- Nobody Knows Me (Remix) (Interlude vidéo)
- I'm Addicted
- I'm a Sinner (contient des extraits de Cyber-Raga)(avec Kalakan)
- Like a Prayer (contient des extraits de De Treville-n azken Hitzak)
- Celebration (contient des extraits de Girl Gone Wild et de Give It 2 Me du 3 au 12 novembre[73])

### Observations
- La setlist contient 10 chansons de l'album MDNA, dont une chanson issue de la version deluxe. Avant le concert à Copenhague, Madonna a répété la chanson Love Spent. Elle ne l'a pas interprétée lors du concert, mais elle a déclaré, lors du concert à Amsterdam, qu'elle avait l'intention de la chanter plus tard. Love Spent sera finalement inclus à la setlist le 20 septembre 2012.
- Open Your Heart est interprétée en entier pour la première fois depuis le Blond Ambition Tour (1990).
- Avant de chanter Masterpiece, Madonna a l'habitude de prononcer quelques mots pour expliquer la signification de la chanson Sagarra Jo ! et pour remercier ses fans. Elle en profite également pour parler de politique, notamment en les encourageant à voter pour Barack Obama.
- Les chansons Vogue, Human Nature et Candy Shop figuraient déjà dans le même tableau lors de la tournée précédente.
- Madonna a hésité à interpréter Like a Virgin au piano. Elle aurait songé à la remplacer par Falling Free, une chanson de l'album MDNA.
- Finalement, Madonna interprète Like a Virgin accompagnée par un pianiste.
- Lors de son concert à Nice, le 21 août, l'équipe du MDNA Tour a remplacé la Croix Gammée qui apparaissait sur le visage de Marine Le Pen (Présidente du FN) par un point d'interrogation   rouge au milieu du visage.
- Le 4 novembre, à Saint-Paul, Madonna a interprété un extrait du rap d'American Life après Human Nature.
- L'extrait de 4 Minutes présent dans l'interlude Turning Up the Hits ne figure pas sur le DVD du concert.

## Dates de la tournée
| Date               | Ville               | Pays                | Lieu                             | Affluence | Revenu en dollars |
| ------------------ | ------------------- | ------------------- | -------------------------------- | --------- | ----------------- |
| Moyen-Orient       |                     |                     |                                  |           |                   |
| 31 mai 2012        | Ramat Gan           | Israël              | Ramat Gan Stadium                | 33 457    | 4 339 876         |
| 3 juin 2012        | Abou Dabi           | Émirats arabes unis | Yas Arena                        | 45 722    | 8 053 500         |
| 4 juin 2012        | Abou Dabi           | Émirats arabes unis | Yas Arena                        | 45 722    | 8 053 500         |
| 7 juin 2012        | Istanbul            | Turquie             | Türk Telekom Arena               | 47 789    | 6 219 598         |
| TOTAL              | TOTAL               | TOTAL               | TOTAL                            | 126 968   | 18 612 974        |
| Europe             |                     |                     |                                  |           |                   |
| 12 juin 2012       | Rome                | Italie              | Stade Olympique de Rome          | 36 658    | 2 835 542         |
| 14 juin 2012       | Milan               | Italie              | Stade San Siro                   | 53 244    | 5 624 570         |
| 16 juin 2012       | Florence            | Italie              | Stade Artemio-Franchi (Florence) | 42 434    | 4 252 680         |
| 20 juin 2012       | Barcelone           | Espagne             | Palau Sant Jordi                 | 33 178    | 3 893 274         |
| 21 juin 2012       | Barcelone           | Espagne             | Palau Sant Jordi                 | 33 178    | 3 893 274         |
| 24 juin 2012       | Coimbra             | Portugal            | Stade municipal de Coimbra       | 33 597    | 3 156 022         |
| 28 juin 2012       | Berlin              | Allemagne           | O2 World                         | 25 481    | 3 679 378         |
| 30 juin 2012       | Berlin              | Allemagne           | O2 World                         | 25 481    | 3 679 378         |
| 2 juillet 2012     | Copenhague          | Danemark            | Parken Stadium                   | 29 416    | 2 980 465         |
| 4 juillet 2012     | Göteborg            | Suède               | Ullevi                           | 36 472    | 4 510 807         |
| 7 juillet 2012     | Amsterdam           | Pays-Bas            | Ziggo Dome                       | 29 172    | 377 724           |
| 8 juillet 2012     | Amsterdam           | Pays-Bas            | Ziggo Dome                       | 29 172    | 377 724           |
| 10 juillet 2012    | Cologne             | Allemagne           | Lanxess Arena                    | 14 489    | 1 775 841         |
| 12 juillet 2012    | Bruxelles           | Belgique            | Stade Roi-Baudouin               | 36 778    | 3 676 447         |
| 14 juillet 2012    | Paris               | France              | Stade de France                  | 62 195    | 7 195 799         |
| 17 juillet 2012    | Londres             | Royaume-Uni         | Hyde Park                        | 54 140    | 6 714 027         |
| 19 juillet 2012    | Birmingham          | Royaume-Uni         | National Indoor Arena            | 11 684    | 1 998 196         |
| 21 juillet 2012    | Édimbourg           | Royaume-Uni         | Murrayfield                      | 52 160    | 4 974 731         |
| 24 juillet 2012    | Dublin              | Irlande             | Aviva Stadium                    | 33 953    | 3 175 497         |
| 26 juillet 2012    | Paris               | France              | Olympia                          | 2 576     | 346 653           |
| 29 juillet 2012    | Vienne              | Autriche            | Ernst Happel Stadium             | 33 250    | 1 953 791         |
| 1er août 2012      | Varsovie            | Pologne             | Stade national                   | 38 699    | 2 933 410         |
| 4 août 2012        | Kiev                | Ukraine             | Stade olympique de Kiev          | 31 022    | 4 893 317         |
| 7 août 2012        | Moscou              | Russie              | Olimpiisky Indoor Arena          | 19 842    | 4 074 400         |
| 9 août 2012        | Saint-Pétersbourg   | Russie              | Peterburgsky SKK                 | 19 079    | 2 683 569         |
| 12 août 2012       | Helsinki            | Finlande            | Stade olympique d'Helsinki       | 42 760    | 5 589 900         |
| 15 août 2012       | Oslo                | Norvège             | Telenor Arena                    | 18 631    | 3 017 871         |
| 18 août 2012       | Zurich              | Suisse              | Stade du Letzigrund              | 37 792    | 4 989 192         |
| 21 août 2012       | Nice                | France              | Stade Charles-Ehrmann            | 29 670    | 2 386 311         |
| TOTAL              | TOTAL               | TOTAL               | TOTAL                            | 858 372   | 97 088 935        |
| Amérique du Nord   |                     |                     |                                  |           |                   |
| 28 août 2012       | Philadelphie        | États-Unis          | Wells Fargo Center               | 15 741    | 2 651 855         |
| 30 août 2012       | Montréal            | Canada              | Centre Bell                      | 16 918    | 3 457 482         |
| 1er septembre 2012 | Québec              | Canada              | Plaines d'Abraham                | 70 569    | 8 098 292         |
| 4 septembre 2012   | Boston              | États-Unis          | TD Banknorth Garden              | 13 995    | 2 450 720         |
| 6 septembre 2012   | New York            | États-Unis          | Yankee Stadium                   | 79 775    | 12 599 540        |
| 8 septembre 2012   | New York            | États-Unis          | Yankee Stadium                   | 79 775    | 12 599 540        |
| 10 septembre 2012  | Ottawa              | Canada              | Scotiabank Place                 | 14 422    | 2 371 994         |
| 12 septembre 2012  | Toronto             | Canada              | Centre Air Canada                | 32 557    | 7 458 188         |
| 13 septembre 2012  | Toronto             | Canada              | Centre Air Canada                | 32 557    | 7 458 188         |
| 15 septembre 2012  | Atlantic City       | États-Unis          | Boardwalk Hall                   | 12 207    | 2 891 340         |
| 19 septembre 2012  | Chicago             | États-Unis          | United Center                    | 28 143    | 5 102 880         |
| 20 septembre 2012  | Chicago             | États-Unis          | United Center                    | 28 143    | 5 102 880         |
| 23 septembre 2012  | Washington          | États-Unis          | Verizon Center                   | 27 944    | 4 860 428         |
| 24 septembre 2012  | Washington          | États-Unis          | Verizon Center                   | 27 944    | 4 860 428         |
| 29 septembre 2012  | Vancouver           | Canada              | Rogers Arena                     | 28 500    | 4 758 994         |
| 30 septembre 2012  | Vancouver           | Canada              | Rogers Arena                     | 28 500    | 4 758 994         |
| 2 octobre 2012     | Seattle             | États-Unis          | Key Arena                        | 23 651    | 3 723 405         |
| 3 octobre 2012     | Seattle             | États-Unis          | Key Arena                        | 23 651    | 3 723 405         |
| 6 octobre 2012     | San José            | États-Unis          | HP Pavilion                      | 25 907    | 4 791 285         |
| 7 octobre 2012     | San José            | États-Unis          | HP Pavilion                      | 25 907    | 4 791 285         |
| 10 octobre 2012    | Los Angeles         | États-Unis          | Staples Center                   | 29 015    | 6 162 835         |
| 11 octobre 2012    | Los Angeles         | États-Unis          | Staples Center                   | 29 015    | 6 162 835         |
| 13 octobre 2012    | Las Vegas           | États-Unis          | MGM Grand                        | 24 991    | 7 188 879         |
| 14 octobre 2012    | Las Vegas           | États-Unis          | MGM Grand                        | 24 991    | 7 188 879         |
| 16 octobre 2012    | Phoenix             | États-Unis          | US Airways Center                | 13 239    | 2 389 060         |
| 18 octobre 2012    | Denver              | États-Unis          | Pepsi Center                     | 13 280    | 2 135 835         |
| 21 octobre 2012    | Dallas              | États-Unis          | American Airlines Center         | 14 360    | 2 329 690         |
| 24 octobre 2012    | Houston             | États-Unis          | Toyota Center                    | 24 797    | 4 390 355         |
| 25 octobre 2012    | Houston             | États-Unis          | Toyota Center                    | 24 797    | 4 390 355         |
| 27 octobre 2012    | La Nouvelle-Orléans | États-Unis          | New Orleans Arena                | 14 498    | 2 261 515         |
| 30 octobre 2012    | Kansas City         | États-Unis          | Sprint Center                    | 14 108    | 2 366 220         |
| 1er novembre 2012  | Saint-Louis         | États-Unis          | Scottrade Center                 | 16 022    | 2 449 110         |
| 3 novembre 2012    | Saint Paul          | États-Unis          | Xcel Energy Center               | 26 084    | 4 229 005         |
| 4 novembre 2012    | Saint Paul          | États-Unis          | Xcel Energy Center               | 26 084    | 4 229 005         |
| 6 novembre 2012    | Pittsburgh          | États-Unis          | Consol Energy Center             | 14 120    | 2 358 670         |
| 8 novembre 2012    | Détroit             | États-Unis          | Joe Louis Arena                  | 13 716    | 1 833 154         |
| 10 novembre 2012   | Cleveland           | États-Unis          | Quicken Loans Arena              | 16 487    | 2 546 780         |
| 12 novembre 2012   | New York            | États-Unis          | Madison Square Garden            | 24 790    | 4 846 665         |
| 13 novembre 2012   | New York            | États-Unis          | Madison Square Garden            | 24 790    | 4 846 665         |
| 15 novembre 2012   | Charlotte           | États-Unis          | Time Warner Cable Arena          | 13 817    | 2 208 180         |
| 17 novembre 2012   | Atlanta             | États-Unis          | Philips Arena                    | 13 504    | 2 379 792         |
| 19 novembre 2012   | Miami               | États-Unis          | American Airlines Arena          | 27 976    | 5 241 125         |
| 20 novembre 2012   | Miami               | États-Unis          | American Airlines Arena          | 27 976    | 5 241 125         |
| 24 novembre 2012   | Mexico              | Mexique             | Foro Sol                         | 84 382    | 11 586 745        |
| 25 novembre 2012   | Mexico              | Mexique             | Foro Sol                         | 84 382    | 11 586 745        |
| Amérique du Sud    |                     |                     |                                  |           |                   |
| 28 novembre 2012   | Medellin            | Colombie            | Stade Atanasio-Girardot          | 90 018    | 14 741 104        |
| 29 novembre 2012   | Medellin            | Colombie            | Stade Atanasio-Girardot          | 90 018    | 14 741 104        |
| 2 décembre 2012    | Rio de Janeiro      | Brésil              | Parque Olímpico Cidade do Rock   | 34 709    | 4 332 428         |
| 4 décembre 2012    | São Paulo           | Brésil              | Stade Cícero Pompeu de Toledo    | 85 255    | 8 430 677         |
| 5 décembre 2012    | São Paulo           | Brésil              | Stade Cícero Pompeu de Toledo    | 85 255    | 8 430 677         |
| 9 décembre 2012    | Porto Alegre        | Brésil              | Stade Olímpico Monumental        | 42 524    | 7 578 191         |
| 13 décembre 2012   | Buenos Aires        | Argentine           | River Plate Stadium              | 89 226    | 10 820 041        |
| 15 décembre 2012   | Buenos Aires        | Argentine           | River Plate Stadium              | 89 226    | 10 820 041        |
| 19 décembre 2012   | Santiago du Chili   | Chili               | Estadio Nacional de Chile        | 47 625    | 3 867 601         |
| 22 décembre 2012   | Cordoba             | Argentine           | Estadio Mario Alberto Kempes     | 48 133    | 5 566 393         |
| CUMULATIF TOTAL    | CUMULATIF TOTAL     | CUMULATIF TOTAL     | CUMULATIF TOTAL                  | 2 212 505 | 305 158 362       |

## La tournée au fil des dates

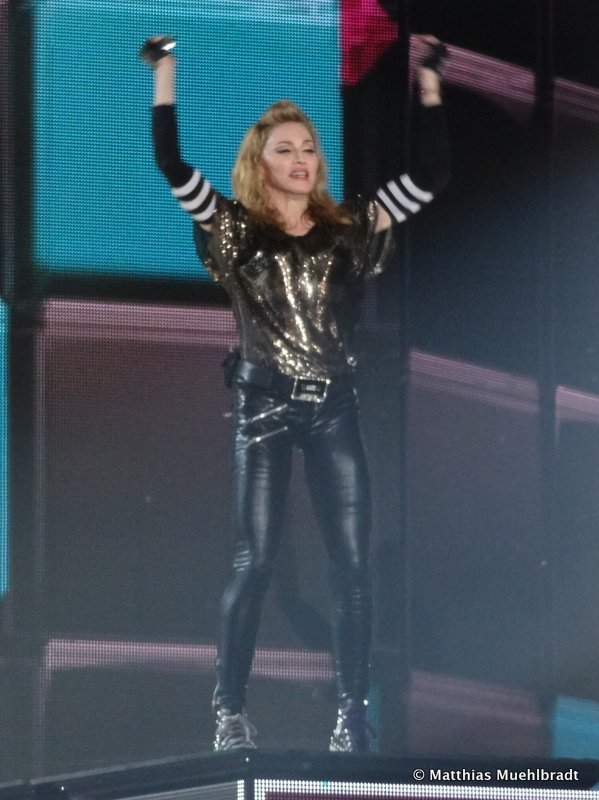
Madonna interprétant Celebration lors de son concert à Berlin.

- La tournée devait débuter le 29 mai 2012 à Tel Aviv, mais le concert a été reporté au 31 mai.
- Comme pour la plupart des artistes, les concerts de Madonna ont été sujets au marché noir. Les places achetées par les revendeurs agréés n'ont ainsi probablement pas toutes été utilisées. Par exemple, même si Madonna a joué à guichets fermés au Stade de France selon plusieurs sources, celui-ci ne semblait pas afficher complet selon de nombreuses personnes présentes[80]. Cela peut s'expliquer par le fait que de nombreux revendeurs au marché noir n'ont pas su trouver preneurs pour leurs places destinées à être revendues. Cette situation a d'ailleurs fini par être favorable aux spectateurs, les places ayant finalement été revendues à un prix largement inférieur à celui d'origine[81].
- Le 7 juin 2012, à Istanbul, Madonna a rapidement exposé l'un de ses seins pendant la chanson Human Nature.
- Le concert en Croatie qui devait avoir lieu le 11 juin 2012 a été annulé à cause de problèmes de logistique.
- Le3 juillet 2012, un des camions transportant la sono de la tournée a fait un tonneau sur l'autoroute en direction de Göteborg. Une personne a été blessée et trois voitures ont été endommagées.
- Le 8 juillet 2012, à Amsterdam, Madonna a prêté son micro à un homme afin qu'il puisse demander sa compagne en mariage.
- Le 14 juillet 2012, à Paris, après deux concerts en 2008 ayant attiré 140 000 personnes, le Stade de France n'affichait pas complet[82]. À quelques jours du concert, des billets ont ainsi été mis en vente à partir de 18 euros[81], soit à plus de la moitié de leur prix de vente. De plus, ce soir là, Madonna a brièvement montré son sein gauche pendant Human Nature.
- Avant le concert le 14 juillet à Paris, un panneau indiquait à l'entrée du stade que le concert serait filmé[83].
- Le 17 juillet 2012, à Hyde Park (Londres), Madonna a été soumise à un couvre-feu de 22 h 30. Elle a donc dû commencer son concert alors qu'il faisait encore jour.
- Le concert à Birmingham du 19 juillet 2012 est le premier concert de Madonna dans une salle ne contenant que des places assises[84]. Ce concert a connu quelques problèmes techniques, notamment l'absence du décor de motel de Gang Bang.
- Le 21 juillet 2012 (Edimbourg), Like a Virgin et I'm Addicted n'ont pas été interprétées, à cause du couvre-feu. Il n'y a pas eu de démonstration de slacklining pendant Nobody Knows Me[85].
- Le 24 juillet 2012, à Dublin, les écrans se sont ouverts en retard au début de Vogue.
- Le concert à l'Olympia a été annoncé le 18 juillet 2012. Les places ont été mises en vente le 18 juillet pour les membres du fan-club officiel de la chanteuse, puis le 20 juillet pour le grand public. Compte tenu de la capacité de la salle, les ventes ont été limitées à deux billets par personne. Les 2 000 places réservées aux fans sont parties en deux heures, tandis que les 700 restantes se sont écoulées en quinze minutes. Le concert sera filmé afin d'être diffusé en streaming en direct sur YouTube et de bénéficier d'un support DVD[86]. Madonna a été huée et insultée à la fin de ce concert. En effet, le public a estimé que le concert était trop court (48 minutes) pour son prix (de 89,50 à 276,50 euros).
- En Pologne, les anciens combattants et les jeunes catholiques ont exprimé leur mécontentement à propos du fait que Madonna se produise à Varsovie le 1er août. En effet, ce jour représente l'anniversaire de l'Insurrection et se déroule habituellement de façon très sobre. Les responsables municipaux ont donc négocié avec les organisateurs du concert afin que le spectacle débute avec une vidéo sur le soulèvement de Varsovie.
- Le 9 août 2012, à Saint-Pétersbourg, une chaussure a été lancée sur la scène pendant Vogue. Il était inscrit « J'ai payé pour MDNA, pas pour de la politique » dessus[87].
- Le 21 août 2012, Madonna a clos sa tournée européenne à Nice. Tout comme le Stade de France, le stade Charles-Ehrmann de Nice n'affichait pas complet. Quelques jours avant le concert, les places ont été bradées sur internet jusqu'à la moitié de leur valeur[88] ou distribuées gratuitement. En effet, on pouvait ainsi obtenir deux places pour l'achat d'une carte de fidélité à 7 euros aux Galeries Lafayette de Nice, soit la place à 3,5 euros. La production a également offert à la Métropole niçoise 4600 places à distribuer parmi 12 000 employés pour remplir les gradins[89],[90].
- Le 30 août, à Montréal, Madonna est tombée pendant Celebration. Elle a glissé en montant sur le dos d'une danseuse. Plus tôt dans la soirée, la chanteuse a évoqué une "connexion spéciale" avec le Québec, évoquant les origines québécoises de sa mère.
- Le 7 septembre, une date supplémentaire au Madison Square Garden a été ajoutée[91].
- Le 6 octobre, Madonna a interprété Everybody pour fêter les 30 ans de cette chanson, qui est son tout premier single.
- Le concert du 20 octobre, à Dallas, a été annulé, Madonna souffrant d'une laryngite[92].
- Le 6 novembre, à Pittsburgh, Madonna a demandé au public de jeter de l'argent sur la scène pour les victimes de l'ouragan Sandy. C'est ce même soir que Barack Obama a été réélu. Madonna avait déclaré qu'elle se déshabillerait sur scène si c'était le cas ; elle ne l'a pas fait, mais elle a interprété Like a Virgin et Love Spent sans pantalon.
- Le 13 novembre, au Madison Square Garden (New York), Madonna a été rejointe par le rappeur coréen Psy, qui a interprété son tube Gangnam Style, ainsi que Music.
- Madonna devait se produire en Australie en janvier 2013, mais les concerts ont été annulés. Madonna n'a pas chanté en Australie depuis le Girlie Show en 1993. Dans une vidéo mise en ligne le 26 août, elle explique qu'elle a décidé d'arrêter sa tournée fin 2012 pour passer plus de temps avec ses enfants.
- À Amsterdam Madonna a eu un problème avec son corset pendant Like a Virgin.
- En raison des pluies diluviennes qui se sont abattues sur Santiago, et de l'état de santé de Madonna, le concert a directement débuté sur Express Yourself, faisant l'impasse sur toute la première partie, de Girl Gone Wild à l'interlude Best Friend ainsi que Like a Virgin et Love Spent. Elle a cependant chanté Spanish Lesson.
- Lors du concert à Cordoba, le 22 décembre, le courant a été coupé pendant une heure. La coupure a eu lieu pendant Open Your Heart. La chanteuse a utilisé un mégaphone pour s'adresser au public, qui a entonné Holiday. Masterpiece n'a pas été interprétée et l'interlude Justify My Love n'a pas été projeté.

## Galerie

### Act 1: Trangression
|                |
| Girl Gone Wild |

|          |
| Revolver |

|           |
| Gang Bang |

|                   |
| Papa Don't Preach |

|         |
| Hung Up |

|                |
| I Don't Give A |

### Act 2: Prophecy (Part 1 et 2)
|                  |
| Express Yourself |

|                         |
| Give Me All Your Luvin' |

|                   |
| Turn Up the Radio |

|                 |
| Open Your Heart |

|             |
| Masterpiece |

### Act 3: Masculine/Feminine
|       |
| Vogue |

|                       |
| The Erotic Candy Shop |

|              |
| Human Nature |

|               |
| Like a Virgin |

### Act 4: Redemption
|              |
| I'm Addicted |

|              |
| I'm a Sinner |

|               |
| Like a Prayer |

|                            |
| Celebration / Give It 2 Me |

## Équipe
- Manager : Guy Oseary
- Attachée de presse : Liz Rosenberg
- Promoteur : Live Nation
- Directeur artistique : Michel Laprise, assisté de Tiffany Olson
- Producteur délégué : Jamie King
- Metteurs en scène : Richmond et Anthony Talauega
- Architecte : Mark Fisher
- Chorégraphes : Alison Faulk, Jason Young, Matt Cady, Megan Lawson, Derrell Bullock, Marvin & Marion, Swoop & Goofy et Ali  Ramdani
- Coach majorettes : Leesa Csolak
- Coach tambours : Damon Grant
- Coach slackline : Josh Greenwood
- Costumes : Arianne Phillips, Jean-Paul Gaultier et Riccardo Tisci
- Supervision des costumes : Linda Matthews
- Assistants costumes : Laura Morgan, Terry Anderson et Joan Reidy
- Assistante garde-robe : Lourdes Leon
- Danseurs : Kupono Aweau, Derrell Bullock, Chaz Buzan, Emilie Capel, Andrew Boyce, Adrien Galo, Marvin Gofin, Jahzrel Henderson, Habby Jacques, Loic Mabanza, Sasha Mallory, Marion Motin, Sheik Mondesir, Stephanie Nguyen, Yaman Okur, Valeree Pohl, Bboy Lilou, Charles Riley, Rocco Ritchie, Emilie Schram et Brahim Zaibat

## Musiciens
- Kevin Antunes : claviers et directeur musical
- Ric'key Pageot : claviers et piano
- Monte Pittman : guitares
- Brian Frasier Moore : batterie
- Jason Yang : violon
- Kalakan (Jamixel Bereau, Thierry Biscary, Xan Errotabehere) : percussions et chœurs
- Kiley Dean : chœurs
- Nicky Richards : chœurs

Sources,,, :